# Alto Saposoa (distrito)
Alto Saposoa é um distrito do Peru, departamento de San Martín, localizada na província de Huallaga.

## Transporte
O distrito de Alto Saposoa é servido pela seguinte rodovia:
- PE-8B, que liga o distrito de Cajamarca (Região de Cajamarca) ao distrito de Chachapoyas.[1][2][3]